# Коту-Мікулінць
Коту-Мікулінць, Коту-Мікулінці (рум. Cotu Miculinți) — село у повіті Ботошані в Румунії. Входить до складу комуни Коцушка.
Село розташоване на відстані 422 км на північ від Бухареста, 53 км на північний схід від Ботошань, 124 км на північний захід від Ясс.

## Населення
За даними перепису населення 2002 року у селі проживали 523 особи, усі — румуни. Усі жителі села рідною мовою назвали румунську.